# Línea O'Donnell-Vicálvaro Clasificación
La línea O'Donnell-Vicálvaro Clasificación es un ramal de 3,9 kilómetros de longitud que pertenece a la red ferroviaria española y discurre por la Comunidad Autónoma de Madrid. Se trata de una línea de ancho ibérico (1668 mm), electrificada a 3 KV y de vía doble. La particularidad de este ramal es que permite la conexión de la estación de Vicálvaro-Clasificación con la línea Madrid-Barcelona y los enlaces del norte de Madrid a través de la bifurcación que se halla en la estación de O'Donnell.
Siguiendo la catalogación de Adif, es la «línea 940».